# Aufenthaltsbewilligung (Deutschland)
Die Aufenthaltsbewilligung war eine Form der Aufenthaltsgenehmigung nach dem am 31. Dezember 2004 außer Kraft getretenen deutschen Ausländergesetz, mit der einem Ausländer der Aufenthalt nur für einen bestimmten, seiner Natur nach einen nur vorübergehenden Aufenthalt erfordernden Zweck erlaubt wurde.
Gesetzliche Grundlage waren die §§ 28, 29 Ausländergesetz. Über die Erteilung einer Aufenthaltsbewilligung entschied die Ausländerbehörde nach pflichtgemäßem Ermessen. Aus diesem Grunde spielten die Verwaltungsvorschriften zum AuslG ab Ziffer 28.1 eine bedeutende Rolle.
Klassische Fälle eines vorübergehenden Aufenthaltszwecks in Deutschland war der Fall von Ausländern, die in Deutschland eine Aus- und Fortbildung (Studium, Sprachkurs) absolvierten.
Auch zum Zwecke der vorübergehenden Erwerbstätigkeit (z. B. Saisonarbeitskräfte, Aupair-Aufenthalte) konnte eine Aufenthaltsbewilligung nach § 10 AuslG in Verbindung mit §§ 2 bis 4 der AAV erteilt werden.
Da es sich bei dieser Form der Aufenthaltsgenehmigung immer nur um einen vorübergehenden Aufenthalt in Deutschland handelte, war die Erteilung einer unbefristeten Aufenthaltsgenehmigung im Anschluss an die Aufenthaltsbewilligung selbst nach mehrjährigen Aufenthalten mit Aufenthaltsbewilligung nicht möglich.
Nachfolger der Aufenthaltsbewilligung ist die Aufenthaltserlaubnis zum Zwecke der Ausbildung (§§ 16, 17 AufenthG). Im Unterschied zum Ausländergesetz ist es nun möglich, nach erfolgreichem Abschluss eines Studiums in Deutschland bleiben zu können und eine Aufenthaltserlaubnis für die Aufnahme einer Erwerbstätigkeit zu erhalten (§ 16 Abs. 4 AufenthG). Der Gesetzgeber trägt damit dem Umstand Rechnung, dass die entwicklungshilfepolitische Zielsetzung von Studienaufenthalten ausländischer Studenten oft scheitert, weil diese nach erfolgreichem Studienabschluss nicht mehr in ihr Heimatland zurückkehren möchten.